# Alcyone
Die Alcyone ist das zweite Forschungsschiff des französischen Ozeanographen Jacques-Yves Cousteau. Dieser ließ Anfang der 1980er Jahre das Expeditionsschiff, das eine Kombination aus Segelschiff und Motorschiff darstellt, planen und bauen. Die Alcyone ging 1985 auf Jungfernfahrt und ist bis heute für die Cousteau Society unterwegs.

## Aufbau
Die Alcyone besitzt zur Unterstützung des Dieselmotors ein Segelsystem bestehend aus zwei Zylindern. Jacques-Yves Cousteau, Lucien Malavard und Bertrand Charrier haben sich am 23. Dezember 1986 diese Antriebsform, die Cousteau franz. turbovoile oder engl. turbosail nannte, patentieren lassen. Die beiden Zylinder liefern etwa 25–30 % der Antriebsenergie zur Unterstützung des Schraubenantriebs. Obwohl ähnlich in der Erscheinung ist das Turbosail nicht mit dem Flettner-Rotor zu verwechseln, bei dem die Zylinder durch Motoren in Rotation versetzt werden und über den Magnus-Effekt Vortrieb erzeugen.

## Calypso II

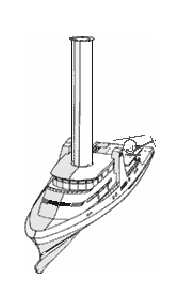
Entwurf der Calypso II

Cousteau plante ein größeres Schiff mit Turbosail-Antrieb, starb aber, bevor die Idee umgesetzt wurde. Die Calypso II sollte 66 Meter lang werden und 36 Personen Platz bieten, davon 15 Besatzungsmitgliedern. Einen Helikopter, ein U-Boot und ein Tragflächenboot sollte sie ebenfalls mitführen.